# Гаврилова, Клавдия Кузьминична
Клавдия Кузьминична Гаврилова (8 ноября 1909 — 13 апреля 1985) — советская удмуртская актриса театра, певица. Одна из первых актрис Национального театра Удмуртии. Народная артистка Удмуртской АССР (1951).
Жена удмуртского писателя и драматурга И. Г. Гаврилова, является прототипом главной героини его романа «Корни твои».

## Биография
Родилась в 1909 году в деревне Сулвай-Какся.
Занималась в школьном драмкружке, затем в драмкружке Клуба Октябрьской революции.
В 1929 году поступила на двухгодичные театральные курсы в Ижевске. В 1932 году занималась в ЦЕТЕТИСе (Москва).
С 1931 года и до конца жизни служила в только что созданном Удмуртском драмтеатре.
Дебютировала в первом спектакле театра «Шумит река Вала» поставленном режиссёром К. А. Ложкиным по одноимённой пьесе И. Г. Гаврилова. Юной актрисе досталась роль старухи Куашкам, с которой она успешно справилась, умело передав комедийный характер персонажа пьесы, что определило её дальнейшее амплуа.

Преимущественно бытовая комедийная актриса. Ей присуще яркое чувство юмора. Роли: Каушкам («Шумит река Вала» Гаврилова), Анна Андреевна, Сваха («Ревизор», «Женитьба»), Фетинья («Не было ни гроша, да вдруг алтын» Островского), Глафира («Егор Булычов и другие»). Выступает иа эстраде с исполнением устных рассказов и в вокальных дуэтах.— Театральная энциклопедия
В дуэте с актрисой В. Виноградовой исполняла песни, вела концертную деятельность.
Во время Великой Отечественной войны в 1943 году в составе фронтовой концертной бригады удмуртской филармонии выезжала на Юго-Западный фронт, первое выступление было в освобождённом советскими войсками городе Воронеже, затем в освобождённых городах Харьков и Белгород. Член ВКП(б) с 1941 года.
После войны вернулась в театр, сотрудничала с Удмуртским радио.
Избиралась депутатом Верховного Совета Удмуртской АССР 3-го и 4-го созывов.
Умерла в 1985 году.

## Награды
- Заслуженная артистка Удмуртской АССР (1940)
- Народная артистка Удмуртской АССР (1951)
- Орден «Знак Почёта» (1958)
- медали

## Комментарии
1. ↑  Деревня Сулвай-Какся[1] не сохранилась; ныне — территория Вавожского района Удмуртии.